# Борщова (Голованівський район)
Борщова́ — село в Україні, у Підвисоцькій сільській громаді Голованівського району Кіровоградської області. Населення становить 200 осіб.

## Відомі особистості
В поселенні народилася:
- Насипана Світлана Іванівна (1943—2016) — громадський, політичний та культурний діяч.

## Населення
Згідно з переписом УРСР 1989 року чисельність наявного населення села становила 247 осіб, з яких 100 чоловіків та 147 жінок.
За переписом населення України 2001 року в селі мешкало 200 осіб.

### Мова
Розподіл населення за рідною мовою за даними перепису 2001 року:
| Мова       | Відсоток |
| ---------- | -------- |
| українська | 98,50 %  |
| російська  | 1,00 %   |
| молдовська | 0,50 %   |